# Sarcozină
Sarcozina (N-metilglicina sau monometilglicina) este un compus organic, fiind un derivat metilat de glicină, cu formula chimică formula CH3N(H)CH2CO2H. La pH neutru se află sub formă de zwitterion CH3N+(H)2CH2CO2−. Se formează ca urmare a metabolismului unor compuși, precum colina și metionina. Este degradată la glicină, care intră în compoziția multor compuși biochimici.